# Puto echinatus
Puto echinatus är en insektsart som beskrevs av Mckenzie 1961. Puto echinatus ingår i släktet Puto och familjen ullsköldlöss. Inga underarter finns listade i Catalogue of Life.